# Prstencová mlhovina
Prstencová mlhovina (také Messier 57, M57 nebo NGC 6720) je planetární mlhovina v souhvězdí Lyry. Je to jedna z nejznámějších mlhovin. Její prstencový vzhled je způsoben tím, že je směrem k Zemi natočena jedním pólem. Při pozorování z její roviny rovníku by měla vzhled podobný mlhovině Činka (M27).
Na snímku z Hubbleova vesmírného dalekohledu různé barvy ukazují rozdílné teploty plynu vyvrhovaného dožívající hvězdou, od modrého horkého plynu v blízkosti ústředního bílého trpaslíka až po červený chladný plyn v okrajových oblastech.

## Pozorování

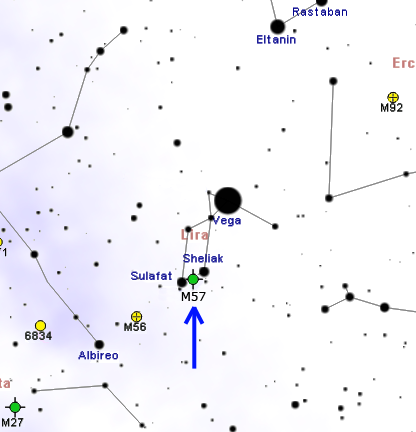
Poloha Prstencové mlhoviny v souhvězdí Lyry.

M57 je v souhvězdí Lyry vidět jižně od velmi jasné hvězdy Vegy, která tvoří severovýchodní vrchol asterismu známého pod názvem letní trojúhelník. Leží přibližně ve 40 % vzdálenosti od hvězdy Sheliak (β Lyrae) ke hvězdě Sulafat (γ Lyrae).
V triedrech 10x50 a malých dalekohledech o průměru 50 mm mlhovina vypadá jako slabá mlhavá hvězdička.
Větší triedr 20x80 může pomoci obtížně rozeznat její kruhový tvar. Pomocí malého dalekohledu se dá za vhodných podmínek snadno nalézt a ukáže se v něm jako malý kotouček. V dalekohledech kolem 100 mm průměru může být rozeznán její prstencový tvar a oválný vzhled. Větší dalekohledy odhalí několik tmavších míst na východním a západním okraji prstence i slabší mlhu uvnitř disku.
Nejvhodnější období k jejímu pozorování na severní polokouli připadá na léto, přesněji od června do října, ale v oblastech severního mírného podnebného pásu je viditelná po většinu nocí během roku. Na jižní polokouli může být její pozorování obtížné, zvláště jižně od mírného podnebného pásu, ale patří zde mezi typické objekty jižní zimy.

## Historie pozorování
Mlhovinu objevil Charles Messier 31. ledna 1779 během pozorování komety a o pár dní později ji pozoroval i Antoine Darquier de Pellepoix. Kvůli matoucí Messierově zmínce o Darquierovi byl až do roku 2017 považován za objevitele této mlhoviny Darquier, ale Giovanni Maria Caglieris a Donald Olson toto prvenství vrátili Messierovi. Darquier mlhovinu popsal takto: „velká jako Jupiter a vzhledem připomíná vybledlou planetu.“ Tento popis Messier přidal i do svého katalogu a je možné, že se jím inspiroval William Herschel, objevitel planety Uran, když tento druh mlhovin pojmenoval jako planetární mlhoviny.
Messier i Herschel se domnívali, že je tento objekt tvořen spoustou slabých hvězd, které svými dalekohledy nejsou schopni rozeznat.
V roce 1800 objevil hrabě Friedrich von Hahn slabou hvězdu uprostřed mlhoviny. Později v roce 1864 zkoumal William Huggins spektrální vlastnosti mnoha mlhovin a u některých, mezi nimi u M57, objevil zvláštní jasné spektrální čáry, jaké vyzařuje horký fluoreskující plyn. Z toho Huggins usoudil, že většina planetárních mlhovin není tvořena mnoha nerozlišitelnými hvězdami, jak se dříve předpokládalo, ale že jsou to ve skutečnosti mlhavé objekty.

## Vývoj

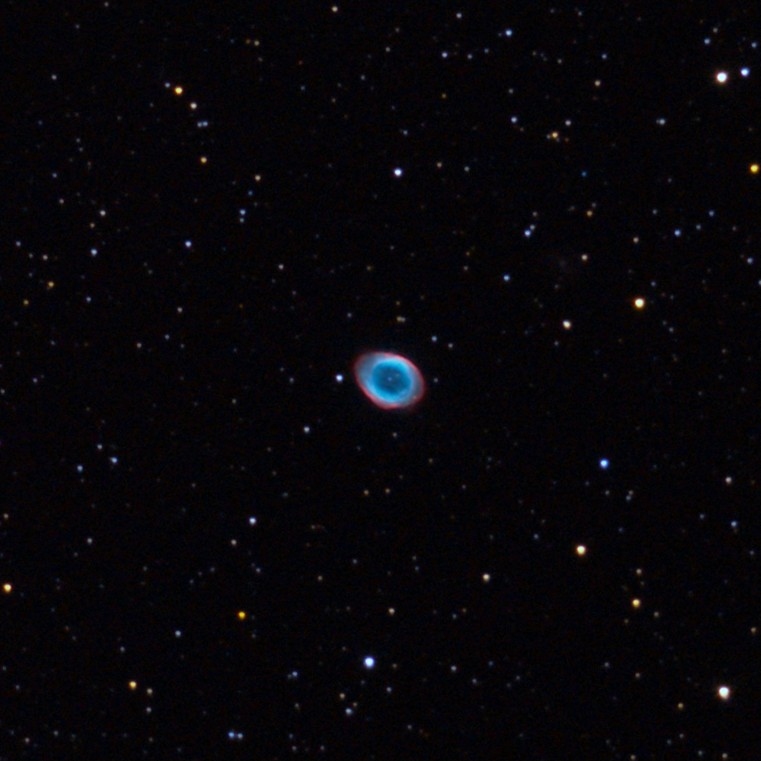
Vzhled M57 ve středně velkém dalekohledu

Planetární mlhoviny vznikají, když hvězda malé nebo střední hmotnosti, jako je Slunce, ve svém jádru vyčerpá zásoby vodíku. V tomto období se mění stavba hvězdy takovým způsobem, aby byla dosažena nová rovnováha umožňující další pokračování jaderné fúze. Vnější vrstvy se proto rozšíří a z hvězdy se stane červený obr. Kvůli dosažení rovnováhy se také zvýší vnitřní teplota hvězdy a přitom mohou být odvrženy povrchové vrstvy hvězdy, a to buď postupným způsobem nebo během několika prudkých výbuchů. Tato rozšiřující se plynná obálka potom utvoří mlhovinu kulového tvaru, kterou osvětluje ultrafialové záření ústřední hvězdy.

## Vlastnosti
Mlhovina je od Země vzdálena přibližně 2 000
až 2 300 světelných let. Její hvězdná velikost je 8,8 a jak je u většiny planetárních mlhovin běžné, fotograficky má hvězdnou velikost menší, pouze 9,7. Za dobu 50 let
se její úhlová velikost zvětšila rychlostí zhruba 1 úhlové vteřiny za století, což je v souladu s její pozorovanou rychlostí rozpínání 20 až 30 km/s. Skutečný rozměr mlhoviny je asi 0,9 světelného roku. Odhaduje se, že pozorovaná část mlhoviny se začala rozpínat před 1 610 ± 240 lety.
Mlhovinu osvětluje uprostřed ní sídlící bílý trpaslík s proměnnou hvězdnou velikostí 15,75 a hmotností zhruba 0,6 hmoty Slunce.
Celá vnitřní část mlhoviny má modrozelené zbarvení, které je způsobeno dvakrát ionizovaným kyslíkem (OIII) se spektrálními čarami 495,7 a 500,7 nm. Tyto spektrální čáry vznikají jen ve velmi řídkém prostředí, kde se nachází pouze několik málo atomů v krychlovém centimetru. V okrajových částech mlhoviny je červená barva způsobena emisními čarami vodíku (656,3 nm), které jsou součástí Balmerovy série. K červenému zbarvení této oblasti přispívají i čáry ionizovaného dusíku (NII, 654,8 a 658,3 nm).

## Stavba mlhoviny

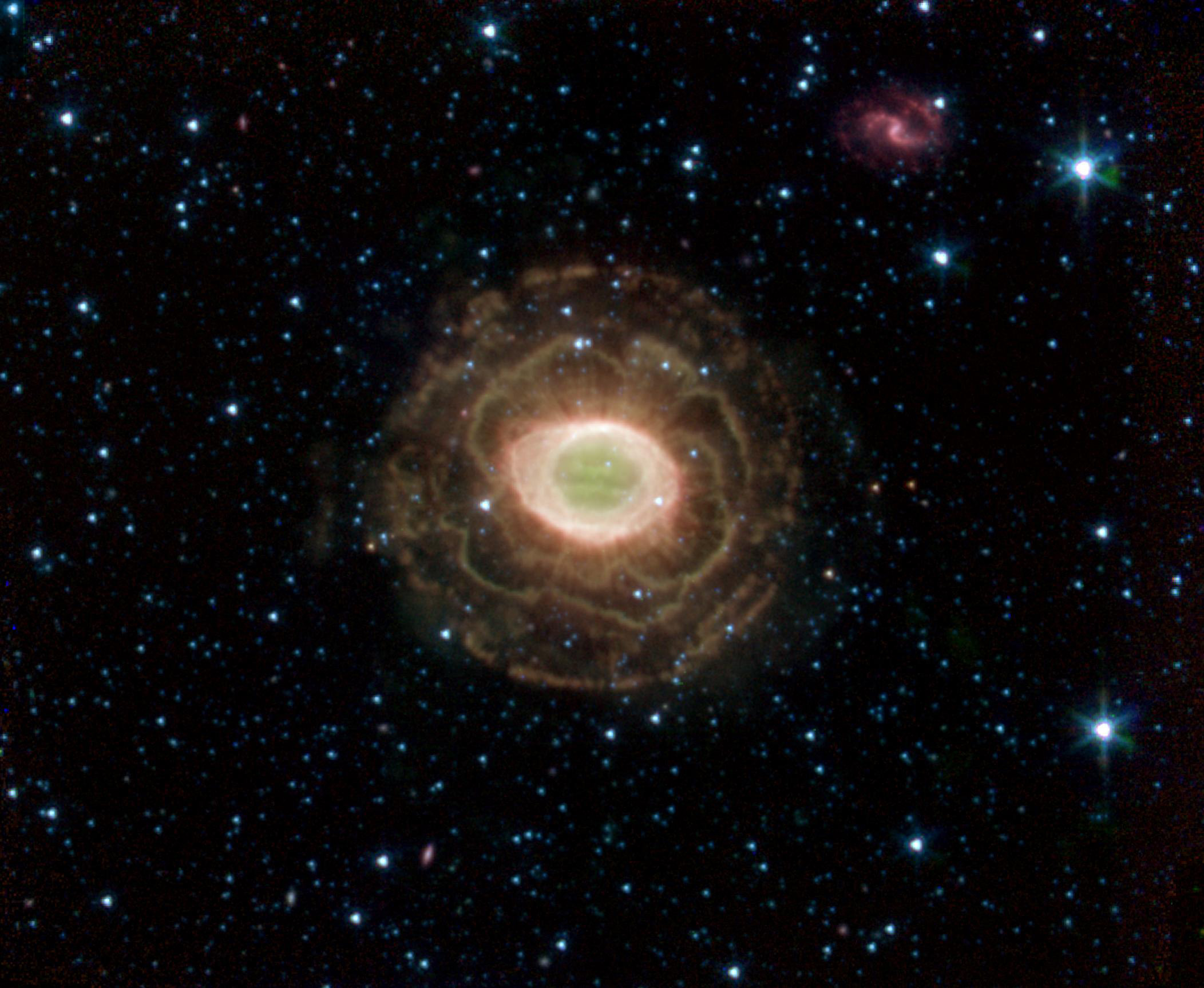
M57 v infračerveném světle, Spitzerův vesmírný dalekohled

M57 je příkladem bipolární planetární mlhoviny, což je třída planetárních mlhovin, která se vyznačuje dvěma osově souměrnými laloky, a proto má při pohledu podél hlavní osy souměrnosti prstencový vzhled. Zdá se, že má tvar velmi protaženého sféroidu s velkým nahuštěním hmoty v oblastech rovníku. Osa symetrie mlhoviny je od Země odkloněna o přibližně 30°.
Výzkumy stavby této planetární mlhoviny ukazují, že se v ní vyskytují uzlíky, které jsou v mlhovině pěkně symetricky rozmístěné. Tyto uzlíky jsou vidět pouze jako obrysy, které stíní světlo přicházející z rovníkového prstence mlhoviny. M57 může uvnitř obsahovat emisní čáry dusíku NII, které by vycházely z vrcholků uzlíků mířících směrem k ústřední hvězdě. Ovšem mnohé z těchto uzlíků jsou neutrální a dají se pozorovat pouze ve spektru jako absorpční čáry. Přítomnost těchto uzlíků ukazuje, že jsou pravděpodobně umístěny blíže k ionizační frontě, než je tomu v planetární mlhovině IC 4406 v souhvězdí Vlka. Některé uzlíky mají velmi rozvinuté ohony, které jsou mnohdy viditelné i ve viditelném spektru.
Hloubkové snímky mlhoviny ukazují rozsáhlou obálku o průměru až 3,5′, která je připomínkou předchozího hvězdného větru ústřední hvězdy. Ještě hlubší širokoúhlé snímky také potvrdily, že se kolem mlhoviny nachází přinejmenším čtyři ještě vzdálenější laloky, které vysílají především záření ionizovaného kyslíku OIII.

## Ústřední hvězda

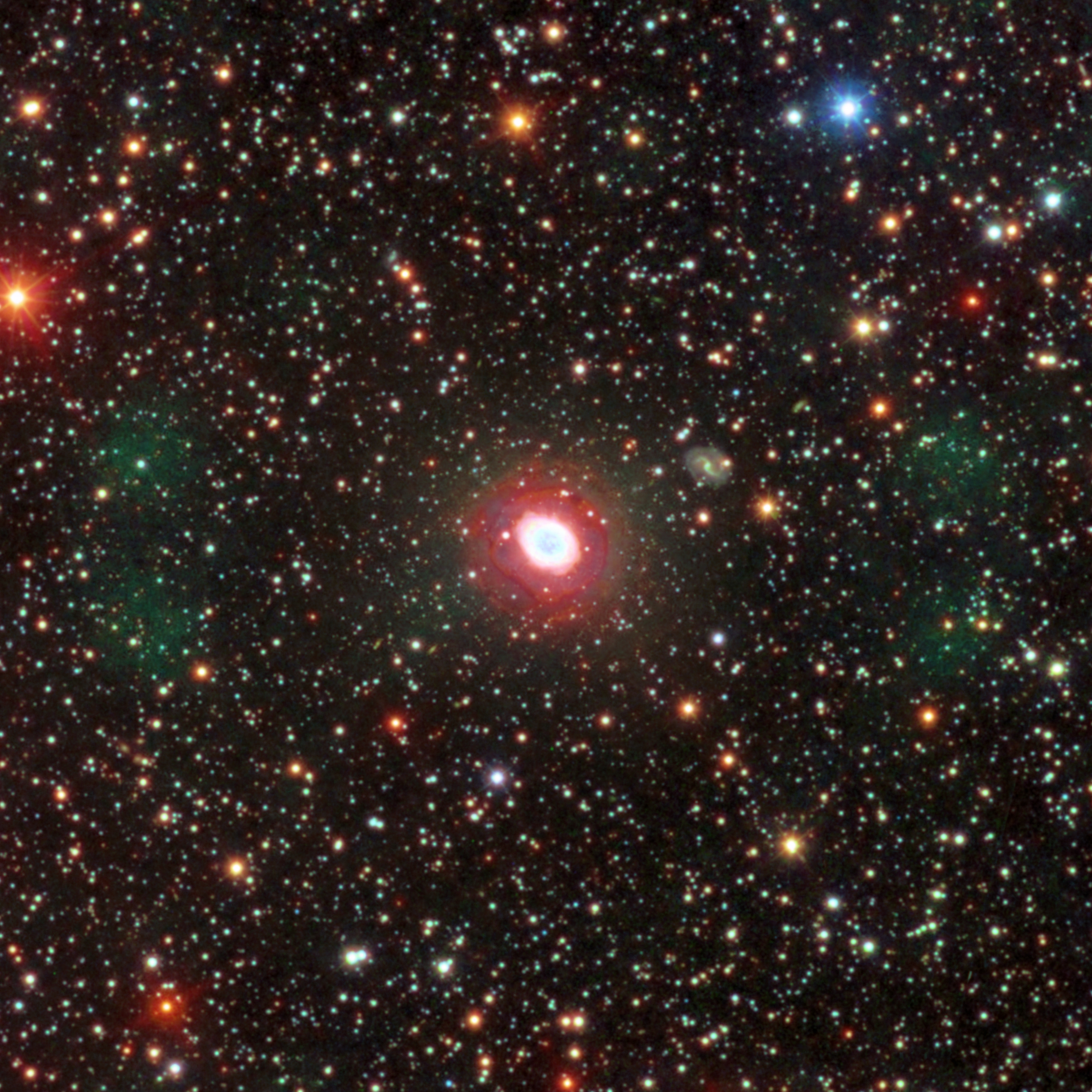
Amatérský hloubkový snímek ukazující čtyři laloky poněkud vzdálené od nejznámější části mlhoviny.

Ústřední hvězdu mlhoviny objevil hrabě Friedrich von Hahn v roce 1800, ale první přesvědčivý důkaz její přítomnosti v mlhovině přinesl až fotografický snímek maďarského astronoma Jenő Gotharda, který pořídil 1. září 1886 na své observatoři v Herény (součást Szombathely). Tento snímek pořídil běžným zrcadlovým dalekohledem o průměru 10 palců (254 mm) a pomohl mu rozšířit všeobecné povědomí o významu astrofotografie při studiu mlhovin.
V průběhu uplynulých 2 000 let hvězda vyčerpala poslední zbytky své zásoby vodíku a opustila asymptotickou větev obrů. Nemůže již získávat energii jadernou fúzí a na konci svého hvězdného vývoje se přibližuje přeměně na bílého trpaslíka. Hvězda teď obsahuje především uhlík a kyslík a obepíná ji slabá obálka složená z lehčích prvků. Hmotnost hvězdy je přibližně 0,61 až 0,62 hmotnosti Slunce a její povrchová teplota je kolem 125 000 K. V tomto období je hvězda 200x jasnější než Slunce a její hvězdná velikost je 15,75.

### Knihy
- O'MEARA, Stephen James. Deep Sky Companions: The Messier Objects. New York: Cambridge University Press, 1998. Dostupné online. ISBN 0-521-55332-6. (anglicky)

### Mapy hvězdné oblohy
- Toshimi Taki. Taki's 8.5 Magnitude Star Atlas [online]. 2005 [cit. 2018-08-14]. Dostupné v archivu pořízeném dne 2018-11-05. (anglicky) - Atlas hvězdné oblohy volně stažitelný ve formátu PDF.
- TIRION; RAPPAPORT; LOVI. Uranometria 2000.0 - Volume I - The Northern Hemisphere to -6°. Richmond, Virginia, USA: Willmann-Bell, inc., 1987. Dostupné online. ISBN 0-943396-14-X.
- TIRION; SINNOTT. Sky Atlas 2000.0. 2. vyd. Cambridge, USA: Cambridge University Press, 1998. ISBN 0-933346-90-5.
- TIRION. The Cambridge Star Atlas 2000.0. 3. vyd. Cambridge, USA: Cambridge University Press, 2001. Dostupné online. ISBN 0-521-80084-6.